# Indiana State Sycamores (pallacanestro maschile)
Gli Indiana State Sycamores sono la squadra di pallacanestro della Indiana State University, con sede a Terre Haute, Indiana, e militano nella Missouri Valley Conference della Division I del campionato di pallacanestro della NCAA.
Insieme ai Bucknell Bison, ai Minnesota Golden Gophers e agli Washington Huskies, gli Indiana State Sycamores sono la squadra più antica della NCAA essendo stata fondata nel 1896. La migliore stagione dei Sycamores è stata sicuramente quella 1978-1979 quando il futuro hall of famer Larry Bird condusse la squadra alla finale NCAA contro i Michigan State Spartans di Magic Johnson, finale che i Sycamores persero concludendo la stagione con un record di 33 partite vinte e 1 persa.
Attualmente sono allenati da Greg Lansing e giocano all'Hulman Center della Indiana State University.

## Stagioni notevoli
- 1945 - 1946: Campioni Indiana Intercollegiate Conference e finalista NAIA.
- 1947 - 1948: Campioni Indiana Intercollegiate Conference e finalista NAIA. Duane Klueh nominato NAIA MVP.
- 1949 - 1950: Campioni Indiana Intercollegiate Conference e NAIA. Len Rzeszewski nominato NAIA MVP.
- 1967 - 1968: Campioni Indiana Collegiate Conference e finalista NCAA Division II. Jerry Newsom nominato NCAA Division II MVP.
- 1978 - 1979: Campioni Missouri Valley Conference (regular season), campioni Missouri Valley Conference Tournament, finalista NCAA Division I e record di 33 vittorie e 1 sconfitta. Larry Bird nominato College player of the year, insignito dell'Oscar Robertson Trophy e del John R. Wooden Award. Bill Hodges nominato NCAA Coach of the Year.
- 2010 - 2011: Campioni Missouri Valley Conference Tournament.

## Palazzetto
Dal 1973 i Sycamores giocano all'Hulman Center di Terre Haute e può ospitare fino a 10 200 persone. Il nome è stato scelto per onorare il filantropo Tony Hulman che ne ha finanziato la costruzione.
- 1895 - 1928 Indiana State Normal School North Hall
- 1928 - 1962 Indiana State Teacher's College Gymnasium
- 1962 - 1973 Indiana State College Arena
- 1973 – Oggi Hulman Center

## Rosa 2010/2011
| N° | Naz.                   | Ruolo | Sportivo        | Anno | Alt. | Peso |
| -- | ---------------------- | ----- | --------------- | ---- | ---- | ---- |
| 0  | Stati Uniti (bandiera) | A     | Jake Kitchell   | Fr.  | 2,07 | 102  |
| 1  | Stati Uniti (bandiera) | A     | Koang Doluony   | So.  | 2,02 | 88   |
| 2  | Stati Uniti (bandiera) | G     | Lucas Eitel     | RFr. | 1,87 | 83   |
| 3  | Stati Uniti (bandiera) | G     | Jake Kelly      | Sr.  | 1,97 | 83   |
| 10 | Stati Uniti (bandiera) | G     | Logan Eitel     | RFr. | 1,87 | 86   |
| 13 | Stati Uniti (bandiera) | G     | Jake Odum       | RFr. | 1,92 | 77   |
| 15 | Stati Uniti (bandiera) | A/G   | Carl Richard    | Jr.  | 1,94 | 97   |
| 20 | Stati Uniti (bandiera) | G     | Dwayne Lathan   | Jr.  | 1,89 | 92   |
| 21 | Stati Uniti (bandiera) | A/C   | Isiah Martin    | Sr.  | 2,02 | 99   |
| 24 | Stati Uniti (bandiera) | G     | Jordan Printy   | Jr.  | 1,92 | 83   |
| 25 | Stati Uniti (bandiera) | G     | Steve McWhorter | Fr.  | 1,87 | 83   |
| 31 | Stati Uniti (bandiera) | F     | RJ Mahurin      | RFr. | 2,02 | 95   |
| 32 | Stati Uniti (bandiera) | G     | Aaron Carter    | Sr.  | 1,92 | 88   |
| 33 | Stati Uniti (bandiera) | C     | Myles Walker    | Jr.  | 2,02 | 113  |

Rosa aggiornata al 20/03/2011

### Staff tecnico
| Allenatore: | Greg Lansing     |
| Assistente: | Daryl Cunningham |
| Assistente: | David Ragland    |

## Statistiche

### Di squadra
- Stagioni: 115
- Partite disputate: 2 530
- Partite vinte: 1 368
- Partite perse: 1 162
- Percentuale di vittorie: 54,1

Torneo NCAA

- Apparizioni: 4 (1979, 2000, 2001, 2011)
- Round of 32: 2 (1979, 2000)
- Sweet Sixteen: 1 (1979)
- Elite Eight: 1 (1979)
- Final Four: 1 (1979)

- Vittorie in stagione regolare: 20 (1978-79)
- Vittorie consecutive: 33 (1978-79)
- Massimo punteggio realizzato: 137 contro University of Americas 15 gennaio 1965
- Rimbalzi: 71 contro Chicago State 27 dicembre 1976
- Tiri dal campo: 51 contro DePauw 15 dicembre 1965
- Percentuale tiri liberi: 93,3 contro Illinois State 24 febbraio 2010
- Palle rubate: 20 contro West Texas State 7 gennaio 1978

### Individuali
- 126 Don McDonald
- 122 Gabe Moore
- 122 Jay Tunnell
- 120 Brad Miley
- 120 Djibril Kante
- 119 Steve Reed
- 118 Matt Renn
- 116 Michael Menser
- 115 Marcus Howard
- 114 Nate Green

- 2 850 Larry Bird
- 2 374 John Williams
- 2 147 Jerry Newsome
- 1 672 Butch Wade
- 1 562 David Moss
- 1 555 Eddie Bird
- 1 432 Duane Klueh
- 1 432 Carl Nicks
- 1 351 Rick Williams
- 1 347 Matt Renn

- 1 247 Larry Bird
- 953 Jerry Newsome
- 862 DeCarsta Webster
- 789 Matt Renn
- 771 Jim Cruse
- 731 George Pillow
- 669 Djibril Kante
- 661 Rick williams
- 629 John Williams
- 627 Brad Miley

- 616 Steve Reed
- 551 Rick Fields
- 517 Jim Smith
- 496 Nate Green
- 435 Larry Bird
- 426 Michael Menser
- 369 Nick Hargrove
- 350 David Moss
- 331 Greg Thomas
- 328 Steve Phillips

- 240 Nate Green
- 240 Larry Bird
- 203 Gabe Moore
- 188 Michael Menser
- 165 Matt Renn
- 149 Rick Fields
- 133 David Moss
- 128 Carl Nicks
- 125 Marcus Howard
- 118 Nick Hargrove

- 168 DeCarsta Webster
- 127 Djibril Kante
- 109 Nate Green
- 108 Isiah Martin
- 94 Jayson Wells
- 83 Larry Bird
- 75 Alex Gilbert
- 72 John williams
- 66 Marcus Johnson
- 61 Josh Crawford

## Palmarès
- Indiana Intercollegiate Conference Champions (1946, 1947, 1948, 1949, 1950)
- Indiana Collegiate Conference Champions (1951, 1965, 1966, 1967, 1968)
- Missouri Valley Conference Champions (1979, 2000)
- Missouri Valley Conference Tournament Champions (1979, 2001, 2011)